# Исламская музыка

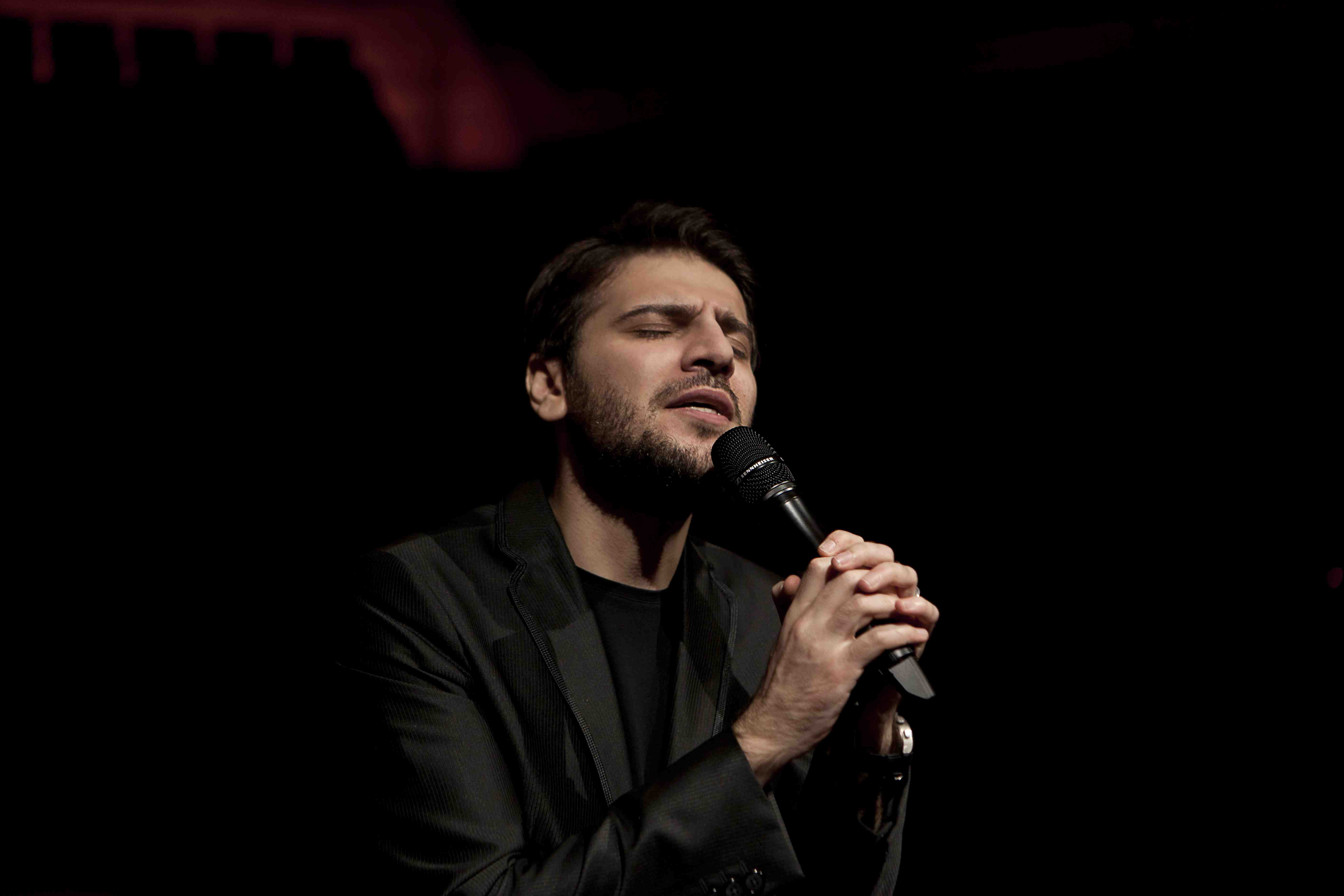
Известный певец жанра исламской музыки, Сами Юсуф. 2011 год, Дания

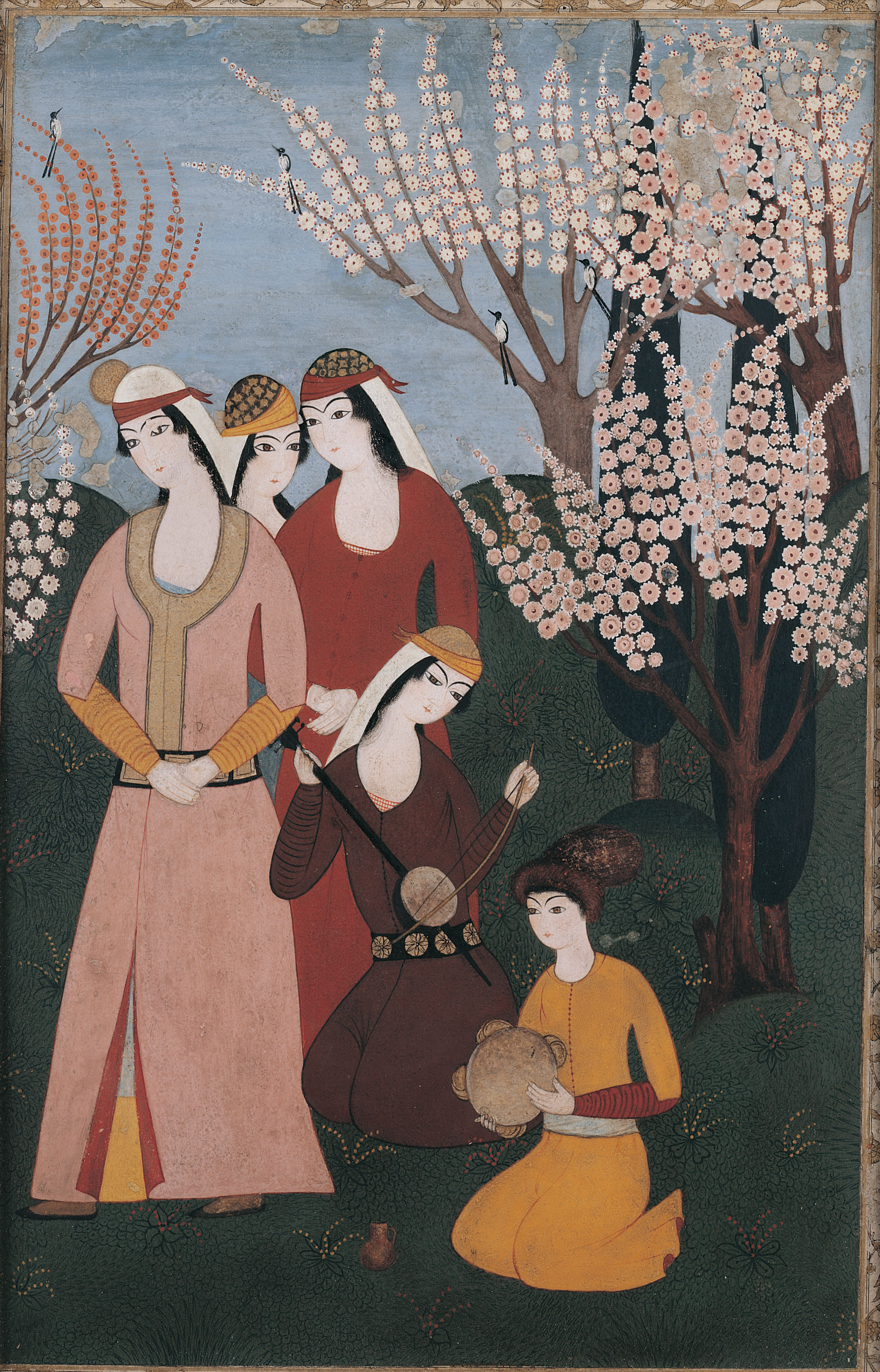
Музыкальное собрание. 18 век

Исламская музыка относится к духовной музыке, исполняемой на исламских публичных службах или частных молитвах, или, в более общем смысле, к музыкальным традициям мусульманского мира. Сердцем ислама являются Передний Восток, Северная Африка, Африканский Рог, Балканы и Западная Африка, Персия, Центральная Азия и Южная Азия .
Поскольку ислам является многоэтническим мировоззрением, музыкальное самовыражение мусульман весьма разнообразно. Традиции коренных народов разных регионов оказали влияние на музыкальные стили, популярные сегодня среди мусульман. Слово «музыка» на арабском языке, языке ислама, ( mūsīqā موسيقى) определяется более узко, чем в английском или некоторых других языках, и «его концепция» была, по крайней мере, изначально «зарезервирована для светской художественной музыки; отдельные названия и концепции принадлежали народным песням и духовным песнопениям».
Якоб М. Ландау делает обобщение относительно исламской музыки, что она «характеризуется весьма тонкой организацией мелодии и ритма», что «вокальный компонент преобладает над инструментальным». Он считает, что отдельному музыканту «разрешено и даже поощряется импровизация».

## История
Исторически вопрос о том, разрешена ли музыка в исламской юриспруденции, является спорным. Несмотря на это, исламское искусство и музыка процветали в Золотую эру ислама . Исламской музыке также приписывают влияние на европейскую и западную музыку; например, французский музыковед барон Родольф д'Эрланжер в своей оценке Аббасидской Арабской империи в исламской истории приписывает это влияние «Китабу л'мусики аль-кабир» («Великая книга музыки») аль-Фараби .
По мнению Якоба М. Ландау, «смешение музыкальных стилей» могло развиться между «доисламской арабской музыкой» и музыкой персов, византийцев, египтян, месопотамийцев, турок, мавров из-за «сильного родства между арабской музыкой и музыкой покоренных народов. Основная территория, где преуспело это «новое искусство» классической исламской музыки, простиралась «от долины Нила до Персии». Однако многие части мусульманского мира не приняли «новое искусство» классической исламской музыки или приняли его, но сохранили местные музыкальные формы. В целом, чем дальше человек путешествует от области между Нилом и Персией, «тем меньше он находит неразбавленной исламской музыки».

## Исламская музыка по странам и регионам

### Передний Восток(Передняя Азия)
- Арабская музыка
- Египетская музыка
- Иранская музыка
- Турецкая классическая музыка
- Йеменская музыка

Все эти регионы были связаны торговлей, и видимо музыкальные стили перемещались по тем же маршрутам, что и товары. Однако из-за отсутствия записей мы можем только догадываться о доисламской музыке этих регионов. Ислам, должно быть, оказал большое влияние на музыку, поскольку он объединил обширные территории под властью первых Арабских императоров и способствовал торговле между отдаленными странами. Конечно, суфии, братства мистиков, распространяли свою музыку повсюду.
Музыка халиджи имеет глубокие корни, уходящие более чем на 1000 лет назад в исламский период арабских халифов.

### Северная Африка
Арабоязычные страны Центральной и Западной Африки, такие как Марокко, Алжир и Тунис, разделяют некоторые музыкальные традиции с Египтом и арабскими странами Переднего Востока. Популярные современные стили музыки, такие как Raï и Chaabi, зародились в арабо-берберских странах. Кроме того, в популярной музыке Гнава можно услышать западноафриканское влияние.
- Музыка Алжира
- Музыка Марокко

### Африканский Рог

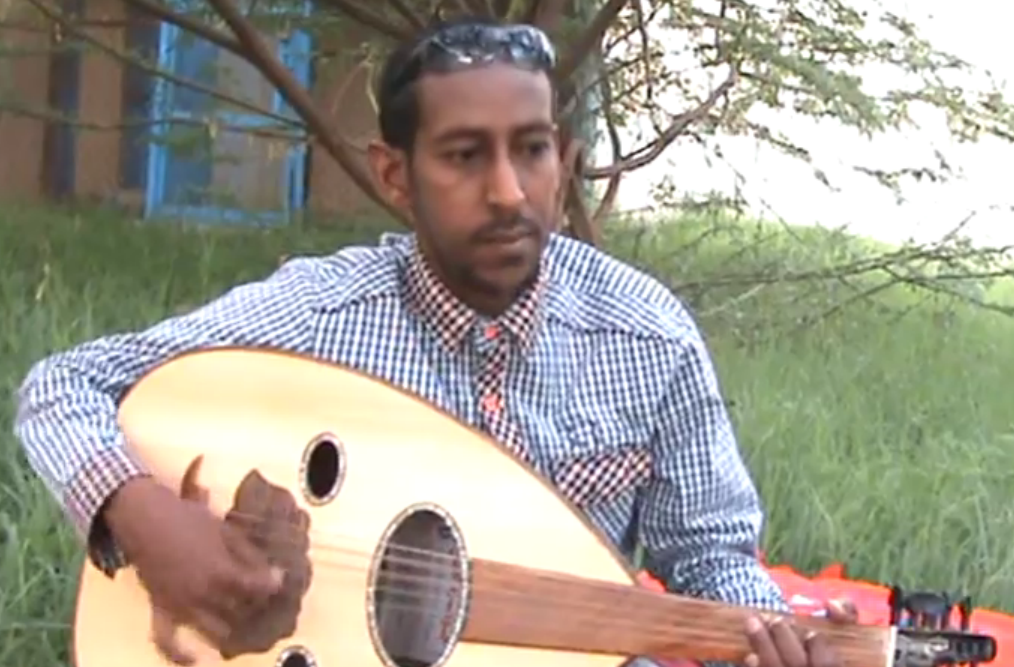
Сомалийский игрок на уде Нуруддин Али Амаан

Большая часть сомалийской музыки основана на пентатонической гамме . То есть, в песнях используются только пять нот на октаву в отличие от гептатонической (семь нот) гаммы, такой как мажорная гамма . На первый взгляд сомалийскую музыку можно спутать со звуками соседних регионов, таких как Эфиопия, Судан или Эритрея, но в конечном итоге ее можно узнать по ее собственным уникальным мелодиям и стилям. Сомалийские песни обычно являются результатом сотрудничества поэтов-песенников ( midho ), авторов песен ( lahan ) и певцов (' odka или «голос»). Среди инструментов, широко используемых в сомалийской музыке, выделяется кабан ( уд ).

### Западная Африка
Ислам является крупнейшим мировоззрением в этом регионе, хотя местные сахелианские и сахарские стили и жанры здесь более заметны, чем те, которые возникли под влиянием передневосточной теории.
Западноафриканские музыкальные жанры более разнообразны. Как правило, они включают в себя как местные, так и берберские влияния, а не только арабские . В регионе существует долгая история придворной музыки гриотов, основанная на исторических свидетельствах и хвалебных песнопениях. Духовые и струнные инструменты, такие как арфа кора, лютня халам или флейта тамбин (похожая на ней ), как правило, предпочитаются ударным инструментам, хотя ударные инструменты, такие как говорящий барабан и джембе, также широко используются среди мусульманского населения.

### Центральная Азия
Многие страны Центральной Азии, такие как Казахстан,  Узбекистан, Таджикистан и Туркмения, подверглись сильному влиянию тюркской и персидской культуры. Распространены в основном смычковые инструменты и бардовское пение.
- Музыка Центральной Азии

### Южная Азия

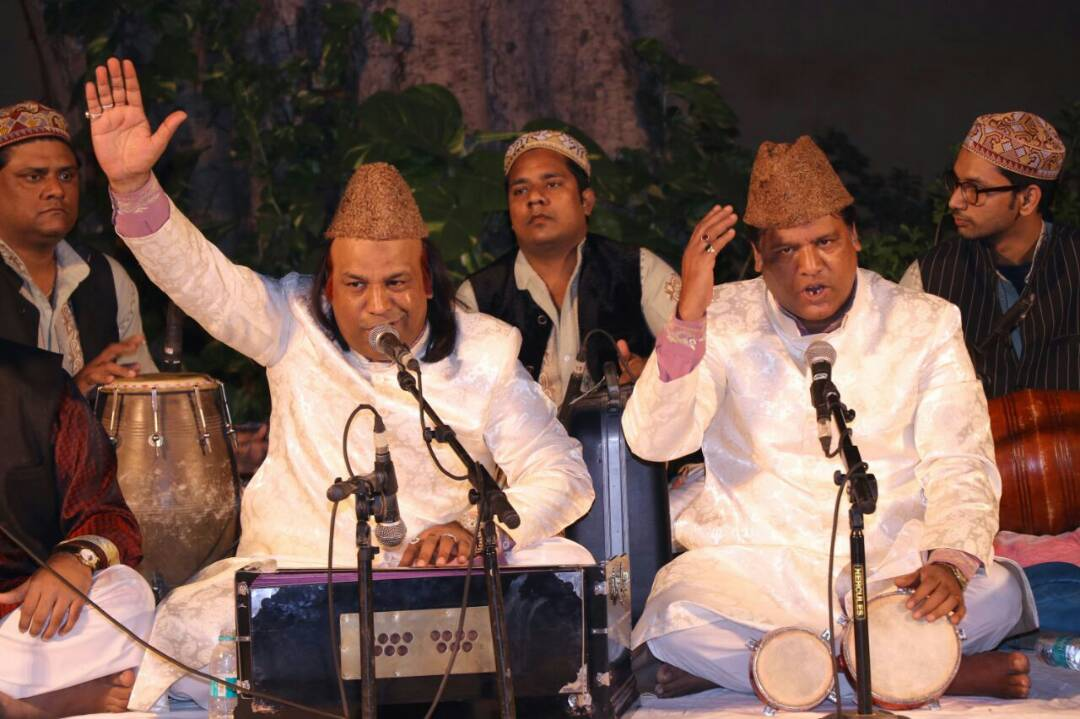
Каввали в Индии

Музыка мусульманских стран Южной Азии (Бангладеш, Мальдивы и Пакистан ), а также стран со значительным мусульманским меньшинством ( Индия, Непал и Шри-Ланка ) объединила передневосточные жанры с традиционными классическими музыкальными методами и, как правило, отличается по стилю и оркестровке, однако из-за тесных связей между Передним Востоком, Центральной Азией и Южной Азией она ближе к стилям Переднего Востока, чем к стилям периферии исламского мира, которые, как правило, являются местными.
- Музыка Бангладеш
- Музыка Мальдив
- Музыка Пакистана

### Юго-Восточная Азия

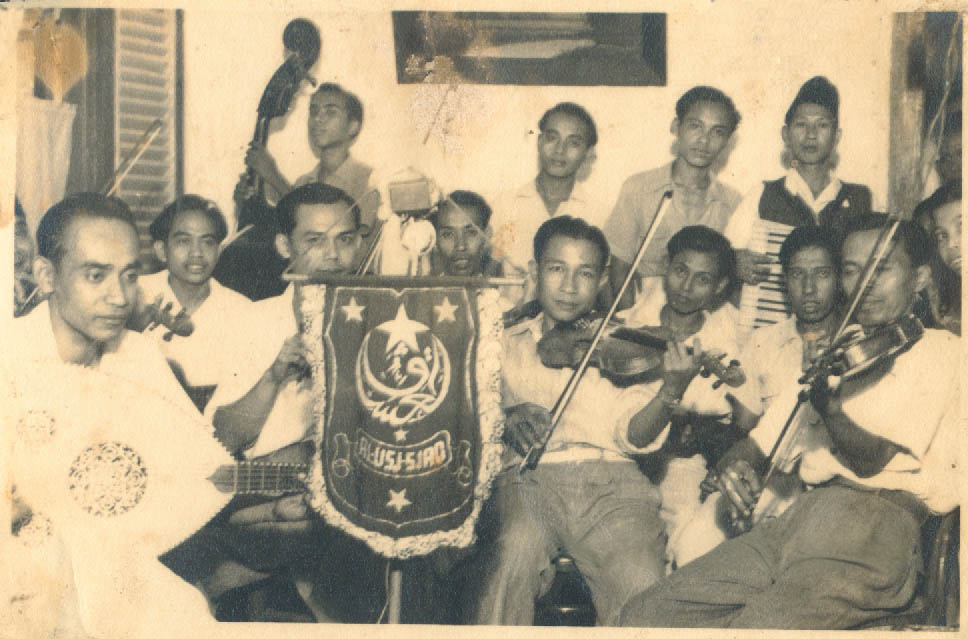
Арабско-индонезийский музыкальный ансамбль «Аль-Ушьяак» Гамбус в Джакарте, 1949 год.

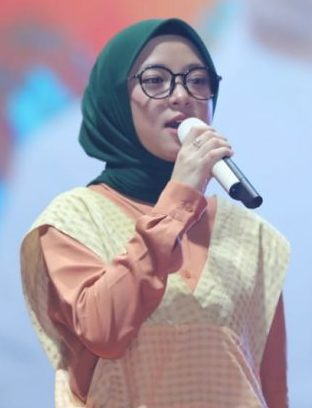
Нисса Сабиан, Индонезийская певица и вокалист музыкальной группы Sabyan, 2019 год

Индонезия, подверглась значительно меньшему влиянию традиций Переднего  Востока, чем Южная Азия .
Исключениями являются малайский запин и джогет, а также индонезийский гамбус (происходящий от канбуса ), все из которых демонстрируют сильное влияние Арабского Переднего Востока.
В регионах Юго-Восточной Азии  существуют также местные музыкальные жанры, на которые оказали влияние арабские традиции, например, тагониан народа сундан и глипанг народа проболинго.
Музыка регионов Юго-Восточной Азии более тесно связана с музыкальными жанрами Юго-Восточной и Восточной Азии .
Есть ансамбли гонг-колокольчиков, такие как Гамелан и Кулинтан. В регионе среди различных ансамблей преобладают вариации одной из двух основных гамм: слендро и пелог (оба возникли на Яве ).
На Яве использование гамелана для исламской духовной музыки поощрялось мусульманским богословом Сунаном Калиджого .

## Виды мусульманских религиозных чтений и музыки

### Нашид
Нашиды — это нравственные духовные тексты, которые некоторые современные мусульмане читают на разные мелодии без использования музыкальных инструментов. Однако некоторые группы, исполняющие нашиды, используют ударные инструменты, такие как дафф . Многие мусульмане считают дозволенным ( халяльным) исполнение подобных песен без инструментовки.
Суфийские богослужения называются зикром.
Зикр в Южной Азии — «тихий». Наиболее известные на Западе суфийские богослужения — это песнопения и ритмичные танцы кружащихся дервишей или суфиев -мевлеви из Турции.
Однако суфии также могут исполнять духовные песни публично, для удовольствия и назидания слушателей. Атмосфера духовная, но собрание не является богослужением.
В Турции, концерты духовных песен называются «Мехфил-э- Сама» (или «собрание Самы » ). Песенные формы включают: илахи и нефе.
В странах Южной Азии, особенно в Бангладеш, Пакистане и Индии, широко известен стиль суфийской музыки — каввали .
Обычно, программа суфийской музыки каввали включает:
- Хамд —песня во славу Всевышнего Аллаха
- А наат —песня во славу Мухаммеда
- Манкабаты — песни прославления учителей и духовных наставников суфийского ордена, к которому принадлежат музыканты.
- Газели — песни опьянения и тоски, в которых язык романтической любви используется для выражения стремления души к единению с божественным.

Шиитские выступления каввали обычно следуют за наатом манкабатом, восхваляющим Али.  Иногда они сопроваждаются марсийей — плачем по поводу гибели большей части семьи Али в битве при Кербеле .
Самым известным исполнителем суфийской музыки жанра каввали в наше время является Нусрат Али Хан .
Другим традиционным южноазиатским жанром суфийской музыки является кафи. Этот жанр более медитативен и подразумевает сольное пение в отличие от ансамблевой формы, характерной для каввали. Наиболее известной представительницей музыкального стиля кафи является пакистанская певица Абида Парвин .
Суфийская музыка развивалась со временем. Пакистанская суфийская рок- группа Junoon была образована с целью привнести в свою музыку современную нотку, подходящую новому молодому поколению. Рок-группа добилась широкой популярности как в Пакистане, так и на Западе.

### Музыка для общественных религиозных праздников
- Музыка тазие — тазие — это страстная пьеса, отчасти музыкальная драма, отчасти религиозная драма, которая редко исполняется за пределами Ирана. На ней изображена мученическая смерть имама Хусейна, почитаемого мусульманами -шиитами .
- Музыка Ашура — исполняется во время траура Мухаррам в память о смерти имама Хусейна и его последователей. (шииты)
- Тикири (от арабского слова «зикр»), что означает поминание Бога, — практикуется суфийскими орденами кадирийа народности ва-яо или яо в Восточной и Южной Африке (Танзания, Мозамбик, Малави, Зимбабве и Южная Африка).
- Манзума — моральные песни, исполняемые в Эфиопии.
- Мадих набави — арабские гимны, восхваляющие Мухаммеда.

## Моды и ритмические стили
- Арабский Макам
- Дестгях

По словам ученого Якоба М. Ландау, в исламской музыке «мелодии организованы в терминах макаматов (единственное число макам ), или «ладов», характерных мелодических моделей с предписанными гаммами, предпочтительными нотами, типичными мелодическими формулами, разнообразными интонациями и другими общепринятыми приемами».
Ритмические лады известны как икат имеют «циклические узоры сильных и слабых ударов».

## Инструменты
Есть самые разные мнения о допустимости использования музыкальных инструментов.
Кто исполняет исламскую музыку с помощью инструментов, часто используют следующие инструменты:
Традиционный инструменты:
- Барабаны ( даф, бендир, зарб, ребана и др.)
- Гонги

Строго говоря, слова «исламская религиозная музыка» представляют собой противоречие. Практика ортодоксального суннитского и шиитского ислама не подразумевает никакой деятельности, признаваемой в мусульманских культурах как «музыка». Мелодичное чтение Священного Корана и призыв к молитве занимают центральное место в исламе, однако к ним никогда не применялись общие термины, обозначающие музыку. Вместо этого использовались специальные обозначения. Однако существует большое разнообразие духовных жанров, в которых используются музыкальные инструменты, обычно исполняемые на различных публичных и частных собраниях за пределами ортодоксальной сферы.— Экхард Нойбауэр, Вероника Даблдей, исламская религиозная музыка, New Grove Dictionary of Music онлайн 
Исламское искусство и музыка процветали во время исламского Золотого века .

## Современная исламская музыка
Знаменитые певцы жанра:
- Юсуф, Сами – United Kingdom
- Зейн, Махер – Sweden

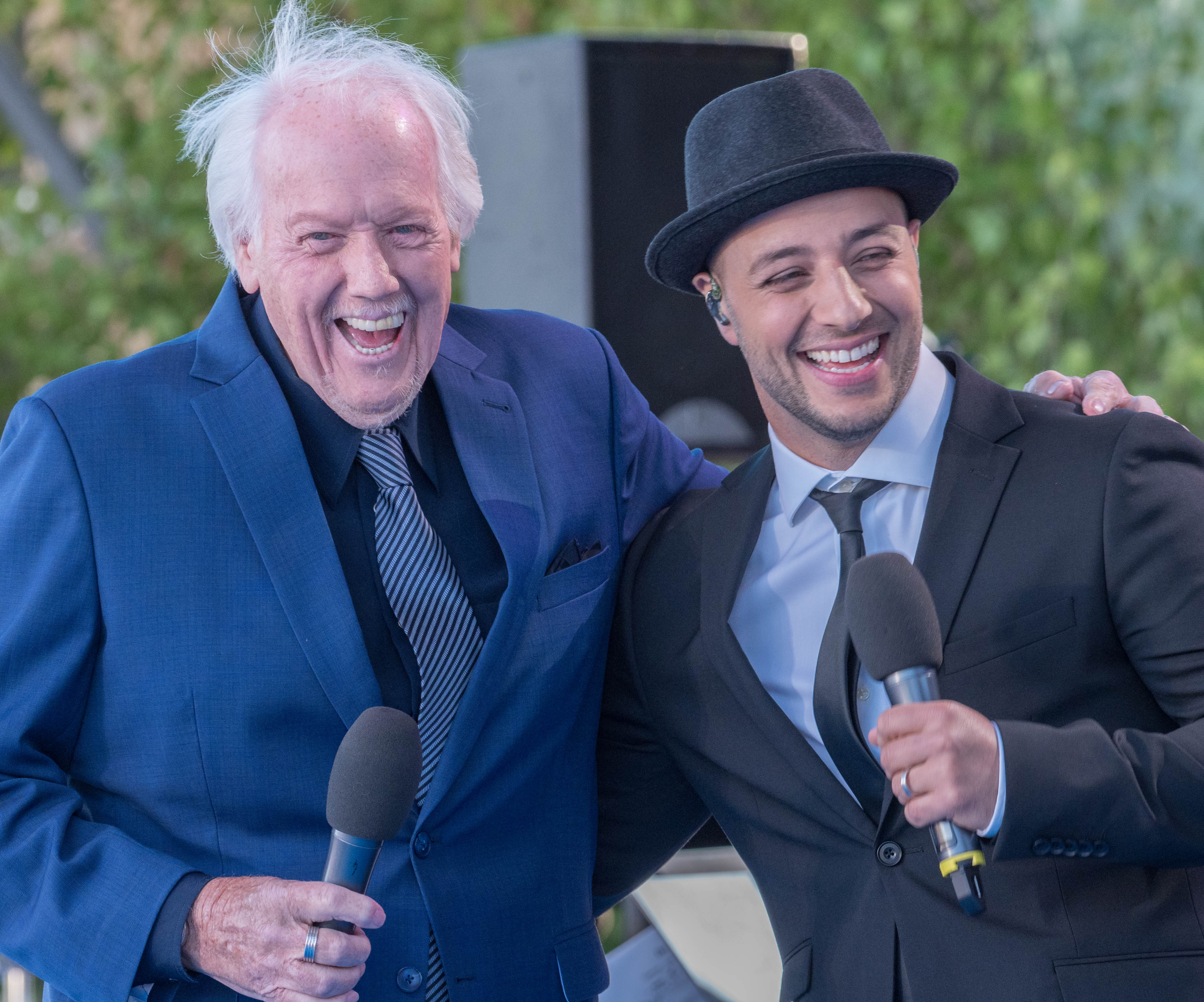
Махер Заин справа. Известный певец исламской музыки

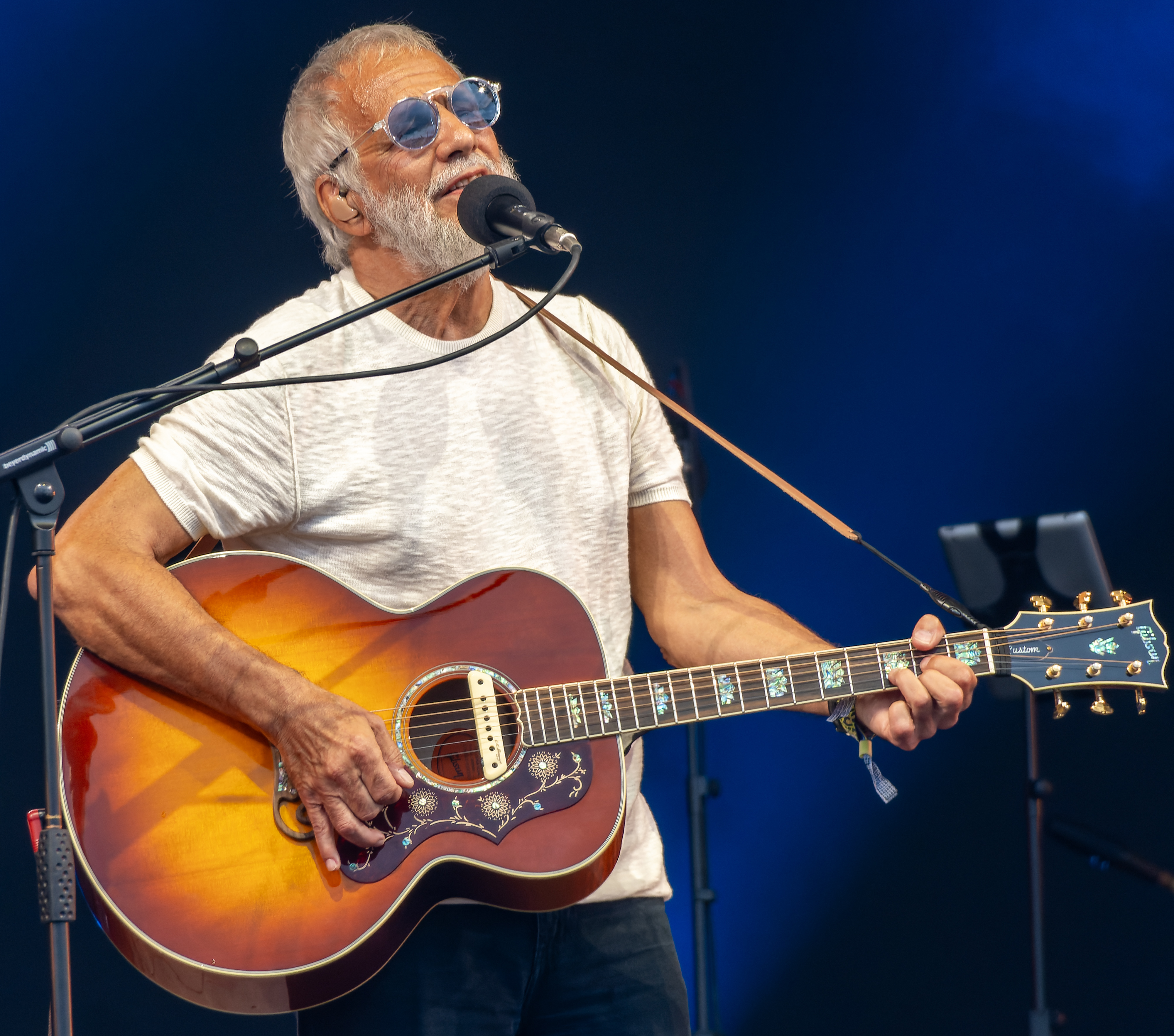
Юсуф Ислам (Кэт Стивенс). 2023

- Юсуф Ислам (Кэт Стивенс)– United Kingdom
- Атиф Аслам – Пакистан
- Ахмед Бухатир – Объединённые Арабские Эмираты
- Ахмет Озхан – Турция
- Акагюндуз Кутбай – Турция
- Андаалусский ансамбль – Испания
- Давуд Уорнсби – Канада
- Хаддад Альви – Индонезия
- Хамза Намира – Египет
- Хамза Робертсон – Великобритания
- Mecca2Medina – Великобритания
- Месут Куртус – Великобритания
- Муслим Белал – Великобритания
- Native Deen – США
- Назил Азами – Великобритания
- Раеф – США
- Райхан – Малайзия
- Зейн Бхика – Южноафриканская Республика

Notable Sufi singers include:
- Nusrat Fateh Ali Khan – Pakistan
- Abida Parveen – Pakistan
- Sabri Brothers – Pakistan
- Munshi Raziuddin – India
- Fareed Ayaz – Pakistan
- Alam Lohar – Pakistan

Noted composers:
- A. R. Rahman – India
- Resul Pookutty – India
- Rohail Hyatt – Pakistan